# Gare de Todmorden
La gare de Todmorden est une gare ferroviaire du Royaume-Uni, située sur le territoire de la ville de Todmorden, dans le  Yorkshire de l'Ouest en Angleterre. 
Les services à partir de Todmorden sont opérés par Northern Rail.